# サモア・ジョー
サモア・ジョー（Samoa Joe、1979年3月17日 - ）は、アメリカ合衆国の男性プロレスラー。
本名、ヌーフォロウ・シーノア（Nuufolau Joel Seanoa）、カリフォルニア州ハンチントンビーチ出身。サモア系アメリカ人。AEW所属。

## 来歴

### キャリア初期
1999年にプロレスラーデビューを飾る。2000年、WWFの傘下団体であったUPWと契約し、WWFのダーク・マッチにも登場。ジョン・シナ、エッセ・リオスなどと対戦。2001年にUPWを視察に訪れた当時プロレスリングZERO-ONE社長であった橋本真也の目に止まり、ZERO-ONEに参戦するために初来日を果たし、常連外国人として定着。ZERO-ONEではリングネームをキング・ジョーと名乗り、同じサモア系アメリカ人レスラーであるキング・アダモ、キング・ダバダらと主に活動した。

### ROH / TNA
2002年、ROHに移籍。看板選手として活躍していたが、2005年からはTNAにも本格参戦。ヘビー級ながらもXディビジョン戦線に活路を見出し、TNA Xディヴィジョン王座を獲得。クリストファー・ダニエルズ、AJスタイルズの2人と長らく抗争を繰り広げた。
2006年3月、アルティメットXマッチでダニエルズに王座を奪われる。これを機にヘビー級へと転向。2005年10月には、小橋建太の生涯初となる海外遠征の対戦相手に抜擢され、ニューヨークでシングル対戦、レスリングオブザーバーにより2005年の年間最高試合に認定される。2007年にはTNAとの独占契約を締結し、長年活動していたROHを去ることになる。同年11月にはプロレスリング・ノアへ数年ぶりの来日を果たした。三沢光晴とのGHCヘビー級王座戦が組まれ、タイトル奪取はならなかったもののタイトル戦の前哨戦となったタッグマッチでは三沢にフォール勝ちをしてその実力を証明している。
2008年4月、カート・アングルの持つTNA世界ヘビー級王座に挑戦。総合格闘技を組み合わせた特殊ルールながら勝利を収め、TNAのトップに立った。10月、Bound for Gloryにてスティングに王座を奪われる。12月のFinal Resolutionで試合中にメイン・イベント・マフィアの襲撃により負傷したが、2009年に復帰。ケビン・ナッシュとの短期抗争を経て5月のSacrificeでの試合に勝利して抗争を終了。6月のSlammiversaryでヒールターンをきっかけにメイン・イベント・マフィアに加入するがすぐに離脱。スティングとの抗争を開始し、7月のVictory Roadで勝利して抗争を終了した。
2011年、マグナスとタッグを組むようになり、2012年2月12日にマット・モーガン、クリムゾンからTNA世界タッグチーム王座を奪取するが、5月にクリストファー・ダニエルズとカザリアンにタイトルを奪われてしまった。7月22日にプロレスリング・ノアに参戦するため来日。初挑戦にして秋山準 & 齋藤彰俊のGHCタッグ王座を奪取するも初防衛戦でNO MERCYのKENTA & マイバッハ谷口に奪われ、防衛に失敗した。その後、マグナスと不仲になり抗争を開始した。マグナスとの抗争後はエイシズ・アンド・エイツと抗争を開始。4月に一時的に出場しなくなるが、5月に元パートナーのマグナスをエイシズ・アンド・エイツから助けるために復帰。ニュー・メイン・イベント・マフィアに加入した。
2015年2月17日、TNAとの契約が満了して更新はせずに退団する事を発表した。

### ROH復帰 / インディー団体
2015年3月7日、ROHに復帰。ROH on SBGにてカイル・オライリーと対戦して復帰戦を勝利で飾った。同月27日にはSupercard of Honor IXにてROH世界王座を保持するジェイ・ブリスコに挑戦するがベルトを奪取するに至らなかった。

### WWE

#### NXT

##### 2015年
2015年4月22日、WWEと契約を交わし入団する事を発表。5月20日、WWEの傘下団体であるNXTのNXT Takeover Unstoppableにてメインイベントで行われたサミ・ゼイン vs ケビン・オーウェンスの対戦の際、場外で激しい攻撃を受けて倒れたゼインに対してさらに殴打するオーウェンスを止める形で登場。リング内で睨み合い、そしてオーウェンスを追い払った。6月1日、WWE・RAWのダークマッチでタイソン・キッドと対戦して最後にマッスル・バスターを決めて勝利するが、キッドは脊髄損傷を負う事態となった。8月よりバロン・コービンとの抗争を開始。同月22日、Takeover Brooklynにて決着戦を行い最後にはコキーナ・クラッチを決めて勝利した。9月2日より開始されたダスティ・ローデス・タッグクラシックにフィン・ベイラーと組んで出場。同月9日、1回戦でルチャドラゴンズ（カリスト & シン・カラ）、同月30日の2回戦でコリン・キャサディ & エンツォ・アモーレを破る。10月7日、Takeover Respectにて準決勝でメカニックス（ダッシュ・ワイルダー & スコット・ドーソン）と対戦してメカニックスのコンビネーションとドーソンの徹底したベイラーの脚への攻撃に苦戦するが終盤にタッチをするとワイルダーにマッスル・バスターからベイラーのクー・デ・グラへと繋げて勝利。そして同日の決勝でライノ & バロン・コービンとの対戦で最後にライノのゴアを仕掛けたところをキックで止め、コーナーポストへ上げてマッスル・バスターを仕掛け、そしてベイラーがクー・デ・グラを決めて優勝を飾った。
11月よりフィン・ベイラーと抗争を展開。12月16日、Takeover LondonにてNXT王座戦を行う。2度に渡りベイラーを泡を吹かせたコキーナ・クラッチで失神させる事を狙うが蹴り技で応戦される。終盤にコーナー上での攻防となり突き落とされるとクー・デ・グラを決められ敗戦。

##### 2016年
2016年4月21日、NXT LiveにてNXT王座を保持するフィン・ベイラーに挑戦。激しい打撃の応酬を展開するが試合中にベイラーが足首を痛めてしまい中断。メディカルスタッフの確認が入るが試合を再開し、最後にマッスル・バスターを決めて勝利。ベルトを奪取した。
6月8日、NXT Takeover The Endにてフィン・ベイラーと対戦。序盤より激しい打撃の応酬を展開。中盤より金網を利用した攻撃が増える中でお互い大技を繰り出すがカウント3を奪えず、最後には金網から脱出しようとしたベイラーを捕まえるとそのままマッスルバスターの体勢となり、コーナー上から雪崩式マッスルバスターを決めて勝利した。11月19日、Takeover TorontoにてNXT王座を保持する中邑真輔に挑戦。序盤より打撃戦を展開し、中邑の膝を集中して攻め、中盤にキンシャサを決められるが耐える。終盤に中邑を場外に追い出すとレフェリーの隙を突いてローブロー、そしてスティールステアーに叩きつけてリングに戻すとマッスル・バスターを決めて勝利。中邑のNXT初敗戦を記録し、2度目の王座を戴冠した。

#### WWE

##### 2017年
2017年1月30日、WWE・RAWにてトリプルHと対峙しようとしていたセス・ロリンズを観客席から乱入して襲撃。リング上でコキーナ・クラッチで締め上げ失神させた。2月6日、RAWにてロマン・レインズを相手にWWEデビュー戦を行う。レインズの入場時に襲撃して試合を開始すると一方的なダーティーファイトを展開。しかし、中盤にサモアンドロップからドライブ・バイを喰らい窮地に陥るとブラウン・ストローマンが乱入。ストローマンに気を取られたレインズの背後からエンズイギリを決めると裏投げへと繋げて勝利した。

##### 2019年
2019年3月5日、SmackDown LiveでUSオープンチャレンジと称されたフェイタル4way形式のWWE US王座戦に挑戦。アンドラーデがレイ・ミステリオにフォールを取ると2人にセントーンを決めてカットに入り、アンドラーデにシット・ダウンを決めて勝利。王座を戴冠した。6月3日、RAWでWWE US王者のレイ・ミステリオがリング上で肩の負傷を理由に王座の返上を発表。バックステージから現れるとコキーナ・クラッチでミステリオを締め上げるとベルトを掲げ、王者になった。

##### 2021年
2021年4月15日、WWEから解雇されたが、6月にNXTに登場。NXTジェネラルマネージャー、ウイリアム・リーガルのアシスタントに就任した。

## その他
- サモア・ジョーというリングネームの由来は、育成施設UPWに入った際に「ジョー」という名前の人物がもう一人いて紛らわしく、サモア人なのでサモア・ジョーとジム内で呼ばれるようになったのを、デビューの際にそのままリングネームとしてトレーナーに伝えたためである。ただ、最初はそれでいいだろという軽い気持ちであったのだが、そのまま人気が出て定着してしまい、ファンへの申し訳なさから変えるに変えられなくなったのだという[22]。

## 得意技

### フィニッシュ・ホールド

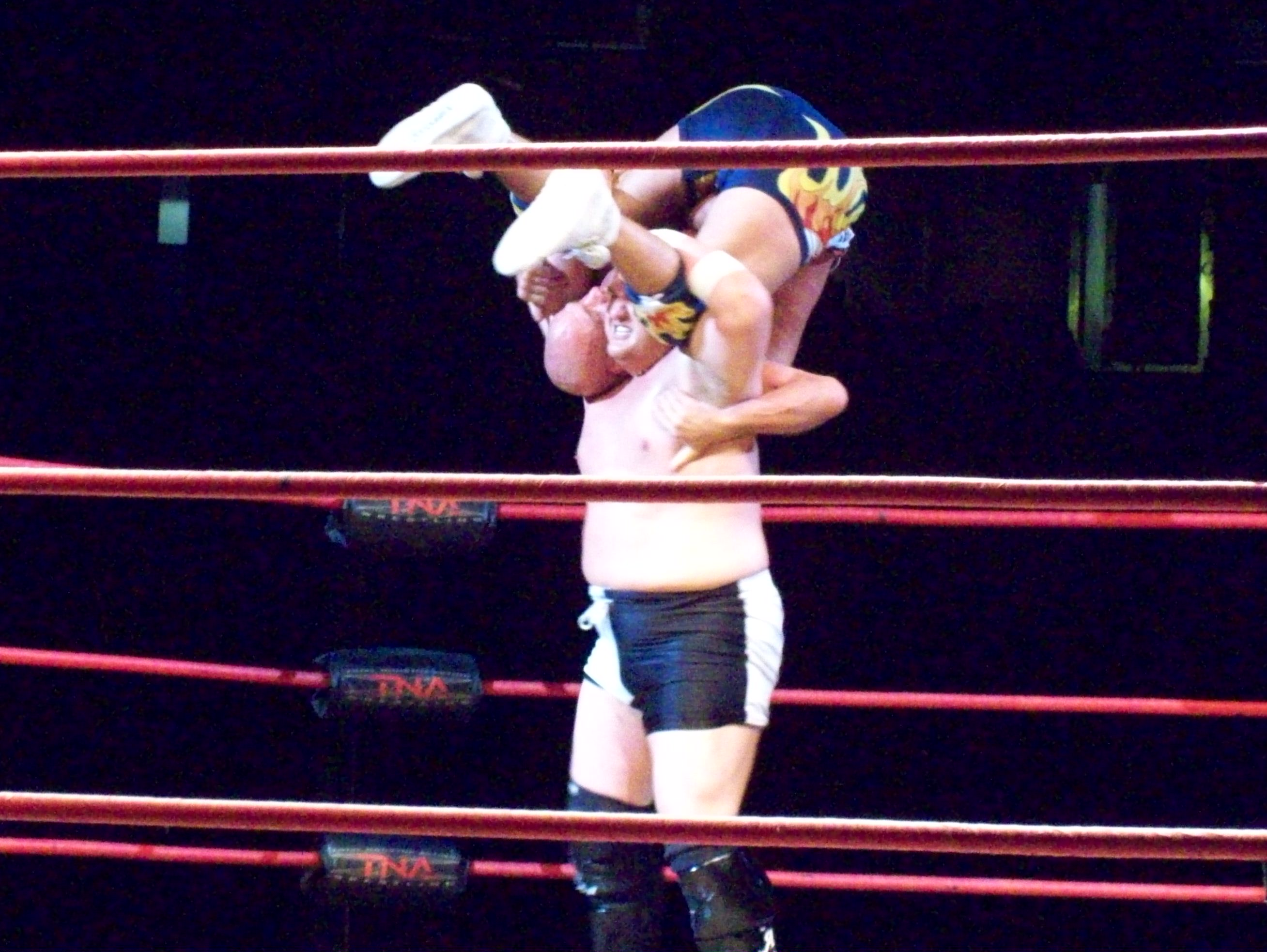
マッスル・バスター
キン肉バスター。メインのフィニッシュ・ホールド。モハメド・ヨネの得意技。

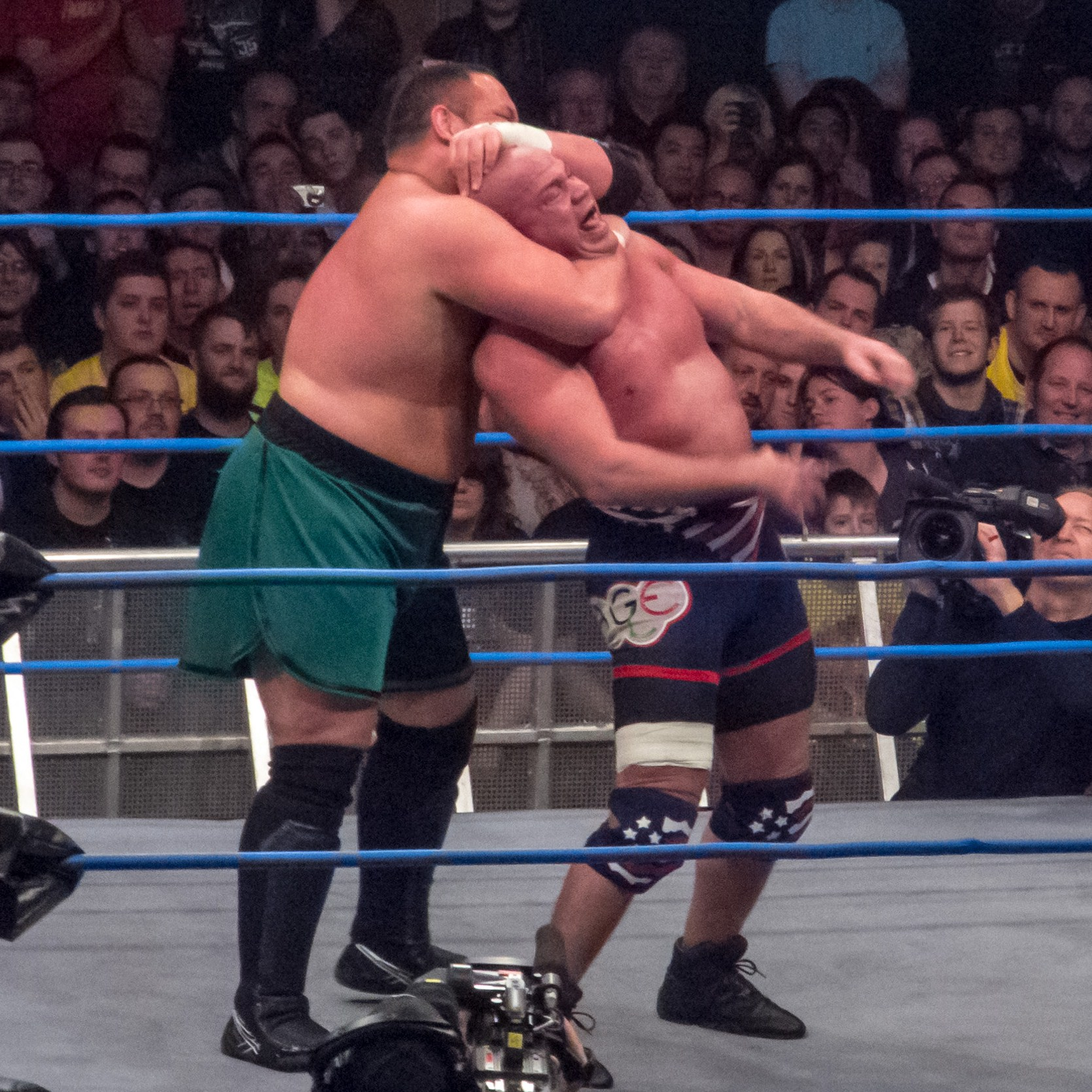
コキーナ・クラッチ
TNA、インディー団体ではコキーナ・クラッチ、ROHではザ・チョークと呼んだ。胴締め式スリーパー・ホールド。上記と並ぶメインのフィニッシュ・ホールド。

### 打撃技
エルボー
ジャンピング・バック・エルボー
バックエルボー
バックハンド・チョップ
バックハンド・チョップ&ナックルパンチコンビネーション
相手をコーナーへ押し込んで使用。天龍源一郎の得意技。
モンゴリアン・チョップ
両手を同時に振りかぶり、相手の鎖骨に叩きつけるチョップ。
天山広吉の得意技として知られる。
延髄斬り
オーバーヘッドキック
CCSエンズイギリ
振り向きざまに体をひねりながらの延髄斬り。オーバーヘッドキックと延髄斬りを合わせたような蹴り技。相手をコーナーに振ってジャンピング・バック・エルボーをしたあとに出すことが多い。
ブサイクへの膝蹴り
KENTAの得意技。
サッカーボールキック
尻餅をついている相手の背中を蹴り上げる。座っている相手の胸板を助走をつけてから蹴りつけるランニング式も使用。
オレ・キック
相手をコーナーにもたれかかるようにダウンさせ、靴の側面で相手の顔をこする最後に自ら走り強烈なブーツを相手顔面に極める。挑発技。又は、大抵は場外に置いてある椅子に相手を座らせて使う。「オーレー、オレオレオレー」とJリーグで有名なテーマを観客が歌うのがお約束になっている。
金本浩二や大谷晋二郎の得意技。
ビッグブーツ
スーパーキック
水面蹴り
ショルダー・ブロック
セントーン
通常のセントーン・ランニング・セントーン・ダイビング・セントーンを使用。

### 投げ技
スープレックス
スーパープレックス
STJOE（裏落とし）
裏投げとチョーク・スラムの複合技。
裏投げのようにクラッチして相手を抱え上げ、相手を下方へ投げ捨てるように背面から落とす。
シット・ダウン
裏投げ。
側面から相手の脇下へ頭を潜り込ませるようにして組み付き、片腕で相手の首の付け根あたりを、もう片方の腕で相手の腰を抱えてマットに叩きつける。走ってきた相手に対するカウンターとしてもこの技を使用していた他、様々なバリエーションがある。
アイランド・ドライバー
エメラルド・フロウジョン。三沢光晴の得意技で、旧ZERO-ONE時代やROH参戦期のここぞという時に使っていた。最近はあまり使用していなかったが、2007年11月27日のNOAH日本武道館大会においての三沢光晴とのGHCヘビー級選手権試合で使用、また前哨戦ではこの技で三沢を破った。
パワーボムからの連携で使用される。ジョン・シナの得意技。
STO
小川直也の得意技。
パワーボム
パワーボムコンビネーション抱え込み式・ボストンクラブ　
パワーボムで相手を叩き落として抱え込み式・ボストンクラブで相手を痛めつける。又は、タップアウトを奪う事もある。
デスバレーボム
時々セカンドロープからの雪崩式で使うこともある。
この技を返されると相手の起きる反動でシングル・ボストンクラブやSTFへつなげることが多い。
ジャーマンスープレックス
ドラゴン・スープレックス
キメラプレックス
ジャーマン・スープレックスからドラゴン・スープレックス、さらにクロスアーム式ジャーマン・スープレックスのコンビネーション。ROH参戦期に多用し、ドラゴン・スープレックスやクロスアーム・スープレックスでフォールを奪うこともしばしばあった。負担が大きすぎるためか最近はほとんど使わない。
スリーパー・スープレックス
相手をスリーパーを決めた状態で、右腕をロックしていた左腕を相手の左脇に差し込み、投げやすく持ち替えてから後方に投げ捨てる。ハーフネルソン同様急角度で落ちる投げ技であり、首が完全に固定されている為ハーフネルソンよりも危険度が高い。
ベリー・トゥー・バック・スープレックス
抱え式バックドロップを使用。

### 関節技、絞め技
ストレッチ・プラム
川田利明の得意技。
STF
クロスフェイス
抱え込み式逆エビ固め
天山広吉の得意技。
仰向けとなった相手の両腿を抱え込み、相手の身体を跨ぐようにステップオーバーしながら極める。
シングル・ボストンクラブ

### 飛び技
トペ・スイシーダ
リング内から場外の相手に向かって、トップロープとセカンドロープの間を抜けるようにして体当たりする。
トルニージョ
リング内から場外の相手に向かって、トップロープを飛び越えながら横向きでキリモミ回転して体当たりする。大一番でしか使わない。

## タイトル歴
WWE
- WWE US王座 : 2回
- NXT王座 : 3回

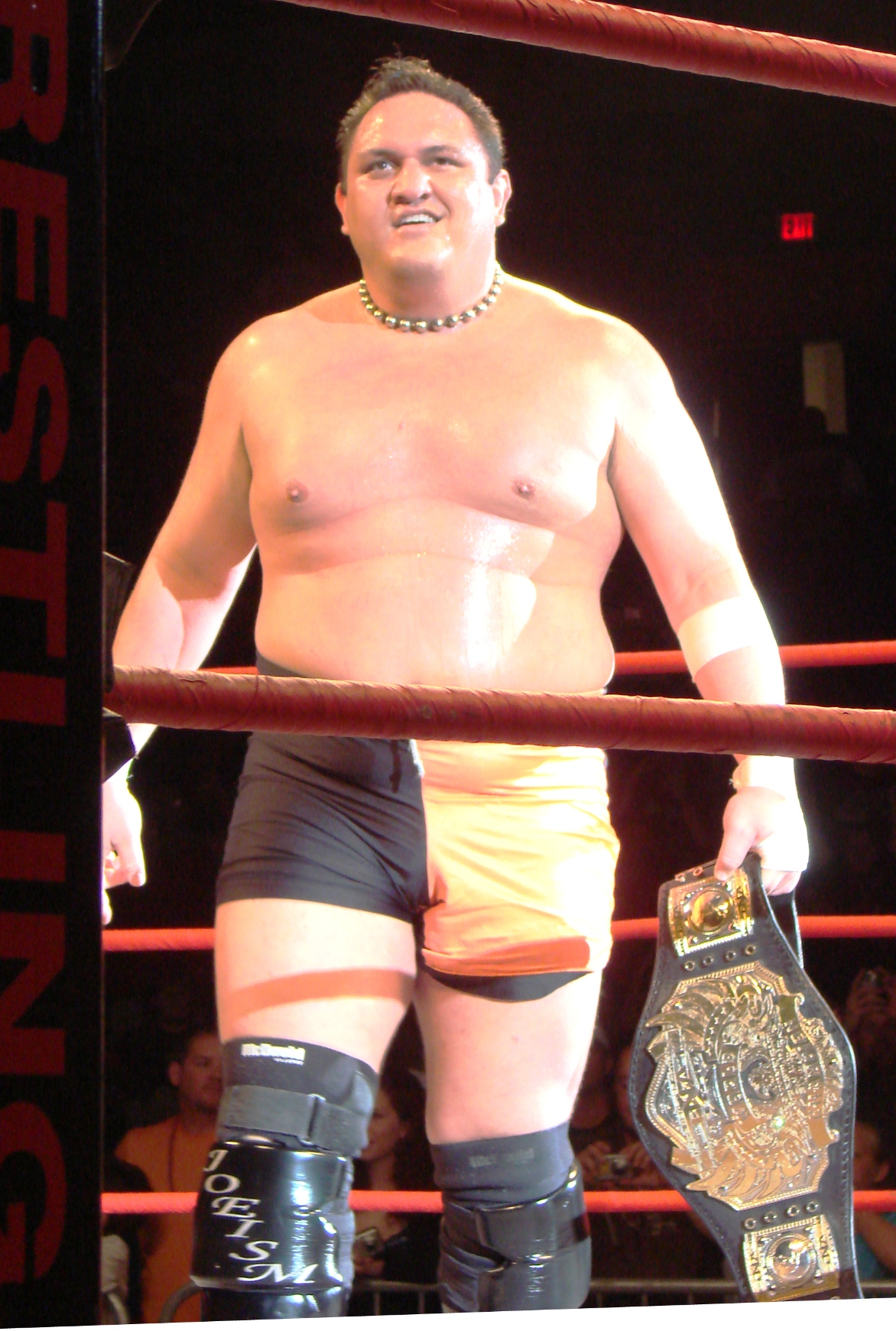
TNA世界ヘビー級王者時代

- ダスティ・ローデス・タッグクラシック  優勝 : 1回（2015年）

w / フィン・ベイラー
TNA
- TNA世界ヘビー級王座 : 1回
- TNA世界タッグチーム王座 : 2回

w / マグナス
- TNA TV王座 1回
- TNA Xディヴィジョン王座 : 5回
- スーパーXカップ 優勝 : 1回（2005年）

ROH
- ROH世界王座 : 1回（第3代）
- ROH世界TV王座 : 1回（第30代）
- ROHピュア王座 : 1回（第5代）
- ROH殿堂

プロレスリング・ノア
- GHCタッグ王座 : 1回（第24代）

w / マグナス　
AEW
- AEW世界王座 : 1回（第10代）
- AEW・TNT王座 : 1回（第13代）
- AEW世界トリオ王座 : 1回（第8代）

w / 柴田勝頼&パワーハウス・ホブス
BB
- ナチュラルヘビー級王座 : 1回

ZERO1
- NWAインターコンチネンタルタッグ王座 : 1回

w / ケイジ・サコダ
PWA
- PWAピュアレスリング王座 : 1回

TWE
- TWEヘビー級王座 : 1回

UIWA
- UIWAタッグチーム王座 : 2回

UPW
- UPWヘビー級王座 : 1回
- UPWノーホールズバード王座 : 1回

## 入場曲
- Another Body Murdered
- Mama Said Knock You Out
- The Champ is Here
- Crush You Up
- On Fire
- Nation of Violence
- Main Event Mafia
- The Anthem
- Tap Out
- Destroyer
- Coliseum Clash - 現在使用中